# Szef administracji Makau

## Dotychczasowi szefowie administracji Makau
| Nr | Portret | Imię i nazwisko              | Kadencja        | Kadencja        |
| -- | ------- | ---------------------------- | --------------- | --------------- |
| 1  |         | Edmund Ho 何厚鏵 (1955-)     | 20 grudnia 1999 | 20 grudnia 2009 |
| 2  |         | Fernando Chui 梁振英 (1957-) | 20 grudnia 2009 | 20 grudnia 2019 |
| 3  |         | Ho Iat Seng 梁振英 (1957-)   | 20 grudnia 2019 | 20 grudnia 2024 |
| 4  |         | Sam Hou Fai 岑浩輝 (1962-)   | 20 grudnia 2024 | nadal           |